# Fatou Jeng
Fatou Jeng es una activista climática juvenil en Gambia, centrada en la educación, la conservación y la plantación de árboles. Es reconocida internacionalmente como organizadora de la acción climática juvenil en el país, incluida la anfitriona de la Conferencia Nacional de la Juventud sobre el Cambio Climático, coordinadora de país y miembro de la junta global de Plant-for-the-Planet, y organizadora de Fridays for Future. También se ha desempeñado como moderadora, oradora y persona de recursos para varios programas nacionales e internacionales sobre el cambio climático, incluidos COP23 y COP24, la conferencia de Bonn 2018 del Global Landscapes Forum, Action for Climate Empowerment Youth Forum 2018 y más.
Jeng también fundó la organización juvenil sin fines de lucro Clean Earth Gambia. El objetivo de la organización es crear conciencia sobre cuestiones relacionadas con el medio ambiente, sobre todo el cambio climático. Además de trabajar para enseñar y capacitar a más de 500 escolares sobre el cambio climático y los problemas ambientales a las comunidades locales.
En 2019, para la primera UNFCCC YOUNGO, la delegación de jóvenes a las Negociaciones Climáticas, ella fue una de las treinta personas seleccionadas. En la convención de las Naciones Unidas, fue una fuerza impulsora para la presentación de políticas sobre género y cambio climático, así como la líder de operaciones de políticas para Mujeres y Género. También en 2019, ayudó a facilitar la participación de los jóvenes durante la Semana del Clima de África.
Fue la Juventud gambiana del mes de QTV Youth Dialogue en junio de 2019 por su defensa del cambio climático, y Whatson Gambia la describió como una de los 30 jóvenes gambianos más influyentes.
En 2021, fue reconocida como una de las 100 principales jóvenes líderes africanas en conservación por la Alianza Africana de YMCA, el Fondo Africano para la Vida Silvestre y una colección de muchas más organizaciones internacionales sin fines de lucro.
Jeng era estudiante en la Universidad de Gambia y fue la primera mujer presidenta del sindicato de estudiantes de la universidad.  Y actualmente estudia en la Universidad de Sussex, donde está cursando una maestría en medioambiente, desarrollo y políticas.